# Павлово (Кологривский район)
Па́влово — деревня в Кологривском районе Костромской области. Входит в состав Суховерховского сельского поселения.

## История
В 1966 году указом Президиума Верховного Совета РСФСР деревня Вонюх переименована в Павлово в честь Героя Советского Союза Дмитрия Григорьевича Павлова.

## Население
| 2008 | 2010 | 2014 |
| ---- | ---- | ---- |
| 3    | ↘0   | ↗1   |

## Известные уроженцы
- Павлов, Дмитрий Григорьевич (1897—1941) — советский военачальник, генерал армии, Герой Советского Союза.